# Sân bay Mao
Sân bay Mao (IATA: AMO, ICAO: FTTU) là một sân bay công cộng gần Mao, Tchad.